# 찢어진 커튼
《찢어진 커튼》(영어: Torn Curtain)은 1966년 개봉한 미국의 정치 스릴러 영화로, 알프레드 히치콕이 감독을 맡았다.

## 출연

### 주연
- 폴 뉴먼
- 줄리 앤드류스

### 조연
- 릴라 케드로바

## KBS 성우진 (2001년 9월 16일)
- 홍성헌 - 암스트롱(폴 뉴먼)
- 손정아 - 사라(줄리 앤드류스)
- 장광 - 만프레드(군터 스트랙)
- 이호인 - 게르하르트(한조스그 펠미)
- 이경자 - 쿠친스카(릴라 케도바)
- 문영래 - 그로멕(울프강 키에링)
- 장승길 - 농부(모트 밀스)
- 김태연 - 구트만 총장
- 조달호 - 린트 교수(루드비히 도나스)
- 탁원제 - 자코비(데이빗 오파토슈)
- 김혜미 - 코스카(기젤라 피스처)
- 전인배 - 프레디(아서 굴드-포터)
- 임미진 - 여자
- 원호섭 - 통역관

## 기타
- 미술: 헤인 헤크로스
- 의상: 에디스 헤드